# Škoda Motorsport
Škoda Motorsport es el departamento deportivo de Škoda, responsable de las actividades en deportes de motor. La marca ha participado en diferentes competiciones de rally como el Campeonato del Mundo de Rally, el Campeonato de Europa de Rally o el Intercontinental Rally Challenge. Debutó en el Campeonato del Mundo en 1999 y participó hasta el año 2005 en un total de 98 pruebas logrando como mejor resultado un tercer puesto. Luego participó en el IRC desde 2009 hasta 2012 consiguiendo el título de pilotos con Juho Hänninen en 2010, con Andreas Mikkelsen en 2011 y 2012 y el de marcas en 2010, 2011 y 2012 además de sumar veintisiete victorias y setenta y ocho podios. Desde 2012 compitió también en el ERC donde consiguió el título de pilotos en 2012 y 2013 con Juho Hänninen y Jan Kopecký respectivamente y con Esapekka Lappi en 2014. Fuera de Europa, también estuvo presente en el Campeonato Asia-Pacífico de Rally donde logró los títulos de pilotos y constructores en 2012, 2013 y 2014 y en el Codasur donde consiguió cuatro victorias en 2013.
La marca contó desde su entrada como equipo oficial en el WRC en 1999, con tres automóviles diferentes: Škoda Octavia WRC, Škoda Fabia WRC y el Škoda Fabia S2000. Los dos primeros estuvieron presentes en el mundial sin lograr ninguna victoria o título, el mejor resultado fue un podio, el tercer puesto en el Rally Safari de 2001. El Škoda Fabia S2000 sin embargo, debutó en competición en el año 2009 y desde entonces ha participado de manera oficial y privada en distintos campeonato internacionales, logrando diversas victorias y títulos.
Entre los pilotos más destacados que han participado con Škoda figuran entre otros a: Armin Schwarz (un podio en el WRC), Bruno Thiry, Toni Gardemeister, Toni Gardemeister, Stig Blomqvist, Colin McRae, Jan Kopecký (campeón del ERC en 2013 y del APRC en 2014), Juho Hänninen (campeón del IRC en 2010, del SWRC en 2011 y del ERC en 2012), Andreas Mikkelsen (campeón del IRC en 2011 y 2012), Freddy Loix, Esapekka Lappi o Chris Atkinson (campeón del APRC en 2012).
La marca contó con un equipo privado, el Red Bull Škoda Team que participó en el mundial en 2006 y posteriormente los campeonatos PWRC en 2009 y el SWRC en 2010 y 2011 con distintos pilotos, ya con el nombre de Red Bull Rallye Team. Era gestionado por BRR - Baumschlager Rallye & Racing y patrocinado por la marca Red Bull.

## Historia
Uno de los primeros vehículos de rally de la marca checa fue el Škoda 130 que en manos de pilotos privados hicieron varias apariciones en pruebas del campeonato del mundo en la década de 1970 y 1980 y que llegó a tener la homologación de Grupo B. Los resultados más destacados fueron un sexto puesto en el Rally de San Remo de 1986, dos octavos en el Rally Acrópolis de 1979 y el Rally Acrópolis de 1981 y un noveno en Rally Acrópolis de 1978. Fuera del campeonato del mundo, el Škoda 130RS triunfó en seis ocasiones y con distintos pilotos en el Rally de Zlín, entre 1976 y 1983. Posteriormente en la década de 1990 la marca desarrolló el Škoda Felicia Kit Car utilizado en la Copa del Mundo de Rally de 2 Litros entre 1993 y 1997 donde lograría el título en 1994 y varias victorias.

### Campeonato del Mundo: 1999 - 2005

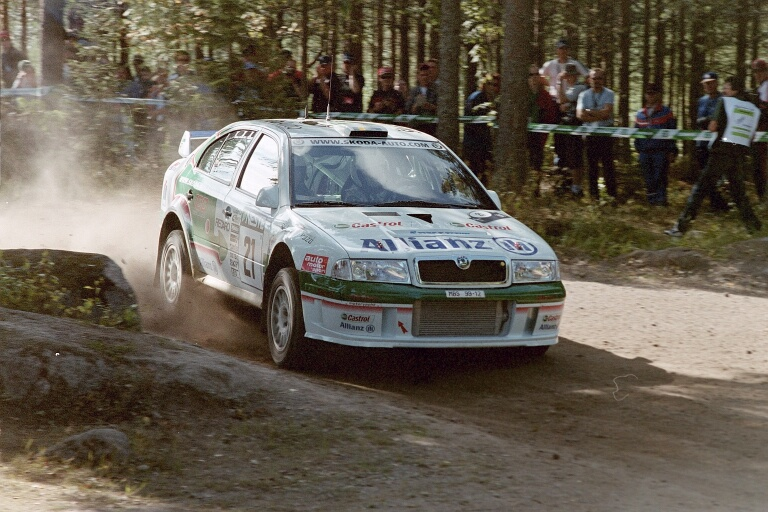
El Škoda Octavia WRC fue el primer vehículo de la marca en el Campeonato del Mundo. Sus números fueron discretos y su mejor resultado fue un tercer puesto en el Rally Safari. En la imagen Sitg Blomqvist durante el Rally de Finlandia.

En 1999 la FIA introdujo en el Campeonato del Mundo de Rally la normativa World Rally Car, que propició la entrada de nuevos marcas participantes. Entre ellas estaba Škoda que hasta entonces su experiencia en el mundial había sido escasa. Tan solo la participación puntual de pilotos privados habían representado a la marca checa. El modelo escogido para debutar fue Škoda Octavia WRC, vehículo que se estrenó en el Rally de Montecarlo de 1999 con los pilotos Armin Schwarz y Pavel Sibera. El Octavia mostró problemas de juventud y no completó una carrera hasta la cuarta cita, Acrópolis, si bien, ambos pilotos finalizaron lejos de la zona de puntos, 12.º y 13.º. En Finlandia y San Remo los resultados no mejoraron y no fue hasta Gran Bretaña cuando el belga Bruno Thiry consiguió situar al Octavia en la cuarta plaza. Al año siguiente la marca contó de nuevo con Schwarz y fichó al español Luis Climent. De nuevo con un programa parcial de ocho pruebas, los resultados mejoraron y ambos pilotos sumaron puntos en las primeras fechas. El mejor fue un quinto puesto del alemán en el Acrópolis (cuarto en constructores). En Chipre hicieron debutar la segunda evolución del Octavia, aunque con doble abandono por averías mecánicas, y en las dos siguientes citas los resultados fueron los peores de la temporada. En 2001 la marca afrontó por primera vez el calendario completo y además de Thiry contó con Roman Kresta como tercer piloto en dos pruebas. Aunque en Montecarlo Schwarz consiguió igualar el mejor resultado, un cuarto puesto (tercero en constructores) el equipo siguió acumulando resultados modestos con abandonos por averías y no fue hasta la octava ronda, en el Rally Safari cuando el propio Schwarz consiguió el mejor resultado para la marca, un tercer puesto. En la temporada siguiente Škoda contó con un nuevo plantel de pilotos: Kenneth Eriksson, Toni Gardemeister y las participaciones puntuales de Stig Blomqvist, campeón del mundo en 1984, y de Roman Kresta. Ese año se estrenó la tercera evolución del Octavia en el Rally de Finlandia. De nuevo alternando problemas técnicos y puestos alejados de los puntos, no fue hasta Argentina cuando Eriksson y Gardemeister lograron terminar entre los diez primeros: sexto y quinto respectivamente (quinto y cuarto en constructores). En el Safari donde la marca había conseguido su primer podio, solo Kresta pudo sumar puntos con un séptimo puesto y cuarto en constructores, mientras que Eriksson fue excluido y Gardemeister abandonó tras perder una rueda. Los problemas mecánicos en el Octavia continuaron en las siguientes pruebas salvo en Australia y Gran Bretaña, últimas citas donde todos los pilotos de la marca lograron terminar.

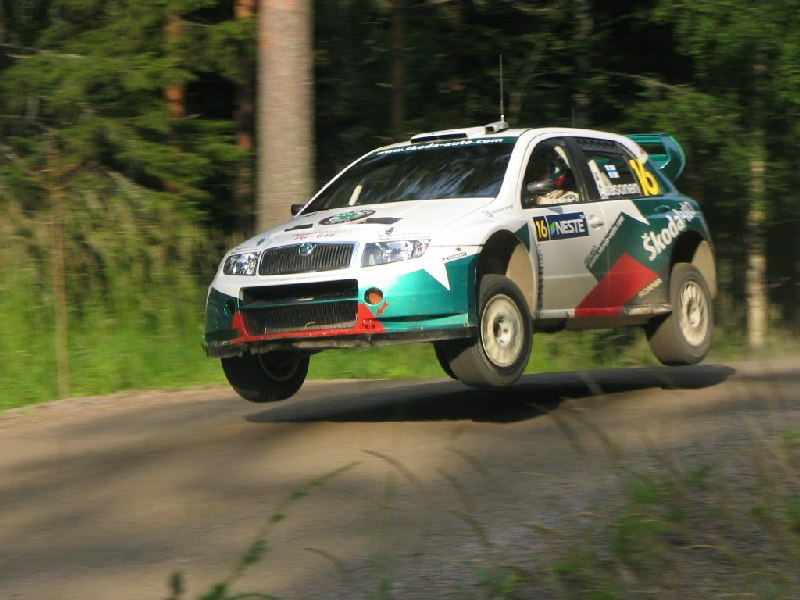
El Škoda Fabia WRC fue el sustituto del Octavia que sin embargo no puedo mejorar los resultados de su antecesor.

En la temporada 2003 el equipo dispuso de nuevo Gardemeister y fichó al francés Didier Auriol. Ambos pilotos disputaron medio calendario con el Octavia y la otra mitad con el Škoda Fabia WRC que debutó en el Rally de Alemania. El estreno de una nueva montura no hizo cambiar los resultados que alternaban abandonos y averías o clasificaciones lejos de los puntos. Debido a la falta de puesta a punto el coche sumó dos abandonos consecutivos y no fue hasta Australia cuando ambos pilotos lograron terminar aunque muy lejos de los puntos. Ese año el mejor puesto logrado por la marca fue un quinto puesto de Gardemeister en Nueva Zelanda con el Octavia. Esta falta de competitividad llevó a la marca a limitar sus participaciones a las pruebas europeas de cara a 2004 y centrarse en el desarrollo del coche. En 2004 y con Armin Schwarz el equipo realizó diversos test sobre todo en asfalto y los resultados comenzaron a llegar. En Finlandia una tercera unidad llevada por el local Jani Paasonen consiguió terminar en la sexta posición, el mejor resultado hasta entonces para el Fabia, mientras que Gardemeister fue octavo y en Alemania consiguió ser séptimo. Por su parte Schwarz fue octavo en Córcega. Ese año la marca no se inscribió en el certamen de marcas. En 2005 el equipo contó con varios pilotos. A Armin Scharwarz se le sumaron con participaciones sueltas hasta siete pilotos distintos: Alexandre Bengue, que disputó cuatro pruebas, logrando el mejor resultado del año para el equipo, un sexto puesto en Córcega, Mattias Ekstrom que corrió tan solo Suecia, Mikko Hirvonen para Japón, Colin McRae en Gran Bretaña y Australia, Jani Paasonen con cinco pruebas en total, Janne Tuohino que disputó siete y Jan Kopecky que participó en cuatro. 2005 supuso la última temporada en el mundial de manera oficial, puesto que al año siguiente Škoda participaría pero de manera privada bajo el nombre de Red Bull Škoda Team.

### IRC: 2009-2012

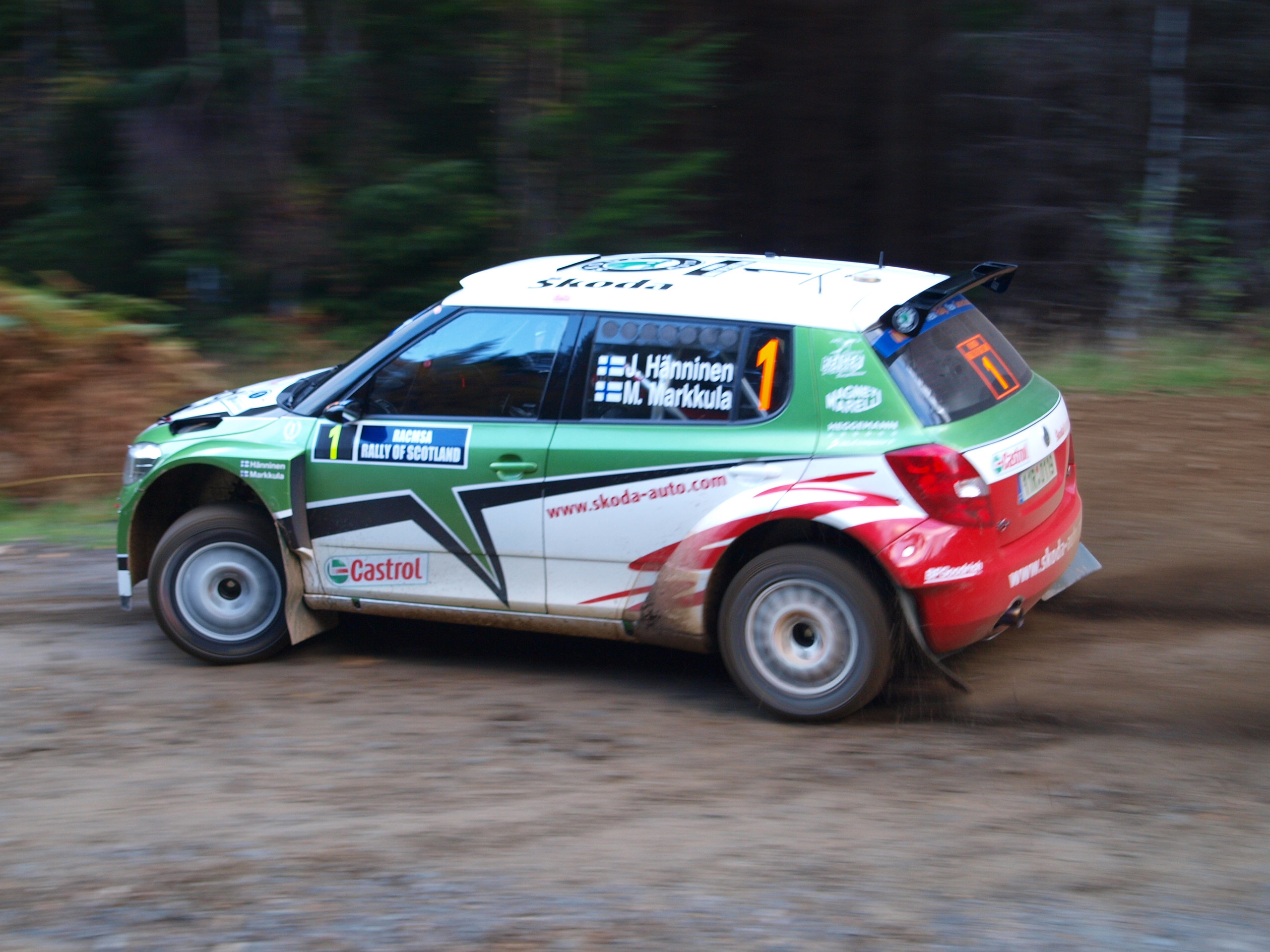
El finés Juho Hänninen con el Škoda Fabia S2000 en el Scotland Rally de 2010.

Al año siguiente que Škoda abandonó el campeonato del mundo, nació el IRC, un campeonato de ámbito internacional. Dos años después la constructora empezó a desarrollar el Škoda Fabia S2000, vehículo homologado en la categoría Super 2000, la más utilizada en el IRC. El Fabia debutó en el Rally de Montecarlo de 2009, prueba que ese año se había caído del calendario mundialista y abría la temporada del IRC. Los pilotos encargados de llevarlo fueron Jan Kopecký y Juho Hänninen, y mientras el primero terminó en la cuarta plaza, el segundo llegó a liderar parte de la prueba pero un accidente en el décimo tramo lo obligó a abandonar. Ambos pilotos participaron en varias pruebas más del campeonato, y ya en la segunda cita, la marca logró el primer podio para el Fabia, gracias al segundo puesto de Kopecký en el Rally de Azores. Luego lograría otro podio en Ypres, hasta que en el Rally de Rusia ambos pilotos lograron el primer doblete para la marca en el IRC, con victoria de Hänninen y Kopecký acompañándolo en el podio. Škoda logró otras dos victorias más ese año: en Zlín y el Príncipe de Asturias, ambas de Kopecký que terminaría siendo subcampeón del IRC. Desde ese mismo año la marca contó con una segunda estructura, el Škoda UK, que funcionó a modo de segundo equipo. El primer piloto en participar fue el británico Guy Wilks que consiguió la victoria en la primera prueba, Escocia. Al año siguiente ambos pilotos disputaron casi todo el campeonato. Hänninen fue muy regular todo el año, terminando en el podio en todas las pruebas, salvo en Ypres donde no terminó, y sumó tres victorias: Argentina, Cerdeña y Escocia y proclamándose campeón del IRC. Los buenos resultados de Kopecký, con seis podios y una victoria en Canarias, permitió a la marca sumar los puntos necesarios y obtener el título de constructores, el primero de los tres que conseguiría en el IRC. Por su parte Guy Wilks participó en ocho pruebas con el segundo equipo y consiguió tres podios. En 2011 la marca fichó a Freddy Loix mientras que el noruego Andreas Mikkelsen disputó el campeonato con el segundo equipo. Škoda dominó el campeonato de manera clara. Sumó ocho victorias de once que contaba el calendario, Canarias, Yalta, Ypres, Azores, Zlín, Mecsek, Escocia y Chipre. En alguna de esas pruebas la marca incluso logró el doblete (Canarias y Escocia) o el triplete (Azores, Zlín y Chipre). Mikkelsen se hizo con el título de pilotos que logró con una ventaja de solo punto y medio sobre Jan Kopecký, mientras que Hänninen y Loix completaron el tercer y cuarto puesto respectivamente en el campeonato de pilotos. Al año siguiente, de nuevo Škoda dominó el campeonato y se adjudicó ambos títulos. Mikkelsen renovó el título de pilotos, convirtiéndose en el único piloto en conseguirlo con victorias en Azores y Rumania, mientras que Kopecký y Hänninen fueron de nuevo segundo y tercero en la clasificación final. La marca sumó siete victorias: Canarias, Irlanda, Targa Florio, Ypres, Zlín y Rumania. 

### Campeonato de Europa de Rally: 2012-2014
Ese fue el último año para IRC puesto que en 2013 se fusionó con el Campeonato de Europa, certamen en el que Škoda ya competía desde 2012 con Hänninen, Kopecký y Esapekka Lappi. Hänninen disputó siete pruebas sumando cuatro victorias: Croacia, Ypres, Bósforo y Zlín, proclamándose campeón y doblando en puntos al segundo clasificado. Por su parte Kopecký y Lappi, consiguieron una victoria cada uno. En 2013 la marca disputó el europeo con cuatro pilotos distintos siendo Kopecký el único en realizar un programa de ocho pruebas y donde consiguió seis victorias -Jänner, Canarias, Azores, Rumania, Zlín y Croacia- y terminó en el podio en las dos restantes. El piloto checo se adjudicó el título de pilotos con amplia ventaja sobre Bryan Bouffier, subcampeón de ese año. Por su parte Loix, disputó una prueba Ypres, donde venció mientras que Lappi lo hizo en tres y también consiguió un triunfo, en Valais. En 2014 Lappi logró la victoria en Liepāja, Irlanda y Valais mientras que Wiegand, sumó cuatro podios y terminó subcampeón. En la última cita, Córcega, el alemán no pudo participar tras sufrir un accidente días antes y sentenció el título en favor de su compañero Lappi. De esta manera la marca continuaba su racha en el europeo y sumaba su tercer título de pilotos consecutivo.

### Campeonato Asia-Pacífico de Rally: 2012-2014
Fuera de Europa, otro de los campeonatos que la marca disputa desde el año 2012 es el Campeonato Asia-Pacífico de Rally. En él participaron pilotos como Chris Atkinson, Gaurav Gill, Esapekka Lappi o Jan Kopecký, también con el Škoda Fabia S2000. En la primera temporada, el australiano Atkinson, participó en cinco pruebas, logrando dos victorias y tres segundos puestos logrando el título de pilotos. El indonesio Gaurav Gill disputó seis y sumó una victoria. La marca también se adjudicó el título de constructores. Al año siguiente fue el propio Gill quien se proclamó campeón con dos victorias y dos podios. Ese año su compañero de equipo fue Lappi que sumó tres victorias y terminó segundo en la clasificación final del campeonato, además de permitir que el equipo revalidara el título en el apartado de constructores.  En 2014 Gill y Kopecký disputaron el calendario logrando el doblete en las dos primeras citas del calendario. Finalmente el checo se impuso dando a la marca el tercer título de pilotos consecutivo.

## Campeonatos nacionales
Además de los campeonatos internacionales la marca ha estado presente en muchos certámenes nacionales donde también ha conseguido títulos con diversos pilotos. En 2009 Raimund Baumschlager fue campeón de Austria, en 2010 hasta seis pilotos vencieron en sus respectivos países (República Checa, Eslovaquia, Alemania, España, Austria y el Líbano), en 2011 fueron cinco (República Checa, Bulgaria, Slovenia, Eslovaquia e Italia), en 2012 seis (República Checa, Alemania, Austria, Eslovenia, Turquía y Bulgaria) y en 2013 de nuevo seis (Austria, Italia, Bulgaria, Jordania, Portugal y Paraguay).

## Estructura

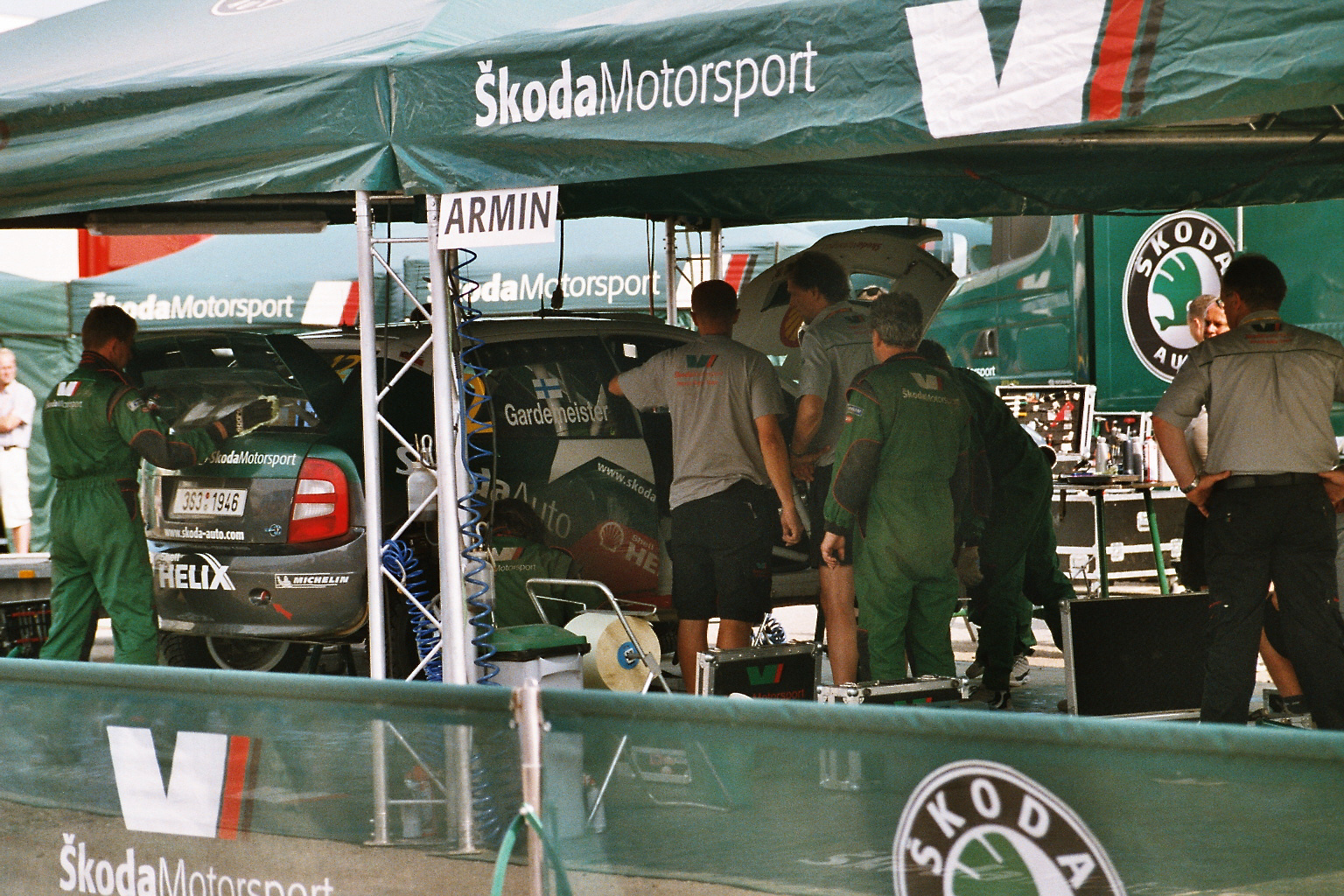
Mecánicos del equipo durante una asistencia en el año 2004.

### Dirección
- Pavel Janeba (1999-2003)[5]
- Martin Muehlmeier (2004-2005)[16]

### Ingeniero jefe
- Vaclav Trkola (1999-2000)[5]
- Dietmar Metrich (2001-2005)[7]

### Automóviles
- Škoda Felicia Kit Car[17]
- Škoda Octavia WRC[17]
- Škoda Fabia WRC[17]
- Škoda Fabia S2000[17]
- Škoda Fabia R5 (en desarrollo)[18]

### Patrocinadores
- Castrol
- Airtel
- Allianz
- Michelin
- Auto Motor und Sport
- Shell
- T-Mobile
- Scania

## Resultados

### Temporada 2014: ERC
| Año  | Vehículo          | Pilotos        | 1   | 2     | 3       | 4     | 5   | 6       | 7     | 8       | 9   | 10    | 11      | Posi. | Puntos |
| ---- | ----------------- | -------------- | --- | ----- | ------- | ----- | --- | ------- | ----- | ------- | --- | ----- | ------- | ----- | ------ |
| 2014 | Škoda Fabia S2000 | Esapekka Lappi | JAN | LIE 1 | GRE 4   | IRL 1 | AZO | YPR Ret | EST 5 | ZLI Ret | CHI | VAL 1 | COR Ret | 1.º   | 162    |
| 2014 | Škoda Fabia S2000 | Sepp Wiegand   | JAN | LIE 5 | GRE Ret | IRL 2 | AZO | YPR 3   | EST 7 | ZLI 2   | CHI | VAL 3 | COR     | 2.º   | 128    |

### Temporada 2014: APRC
| Año  | Vehículo          | Pilotos     | 1     | 2     | 3       | 4       | 5       | 6       | Posi. | Puntos |
| ---- | ----------------- | ----------- | ----- | ----- | ------- | ------- | ------- | ------- | ----- | ------ |
| 2014 | Škoda Fabia S2000 | Gaurav Gill | NZL 1 | NCL 2 | AUS Ret | MYS 1   | JPN Ret | CHN Ret | 2º    | 104    |
| 2014 | Škoda Fabia S2000 | Jan Kopecký | NZL 2 | NCL 1 | AUS 1   | MYS Ret | JPN 1   | CHN 1   | 1º    | 151    |

## Galería

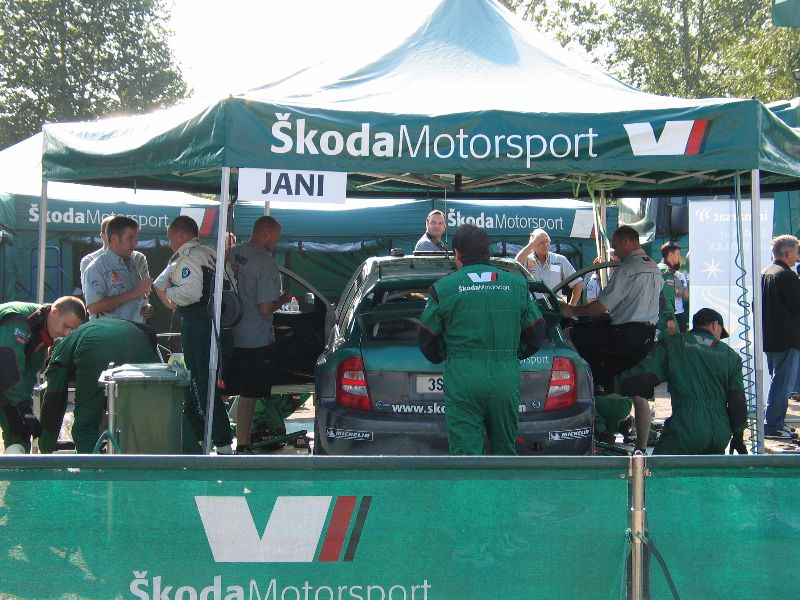
El equipo en el Rally de Finlandia 2004.
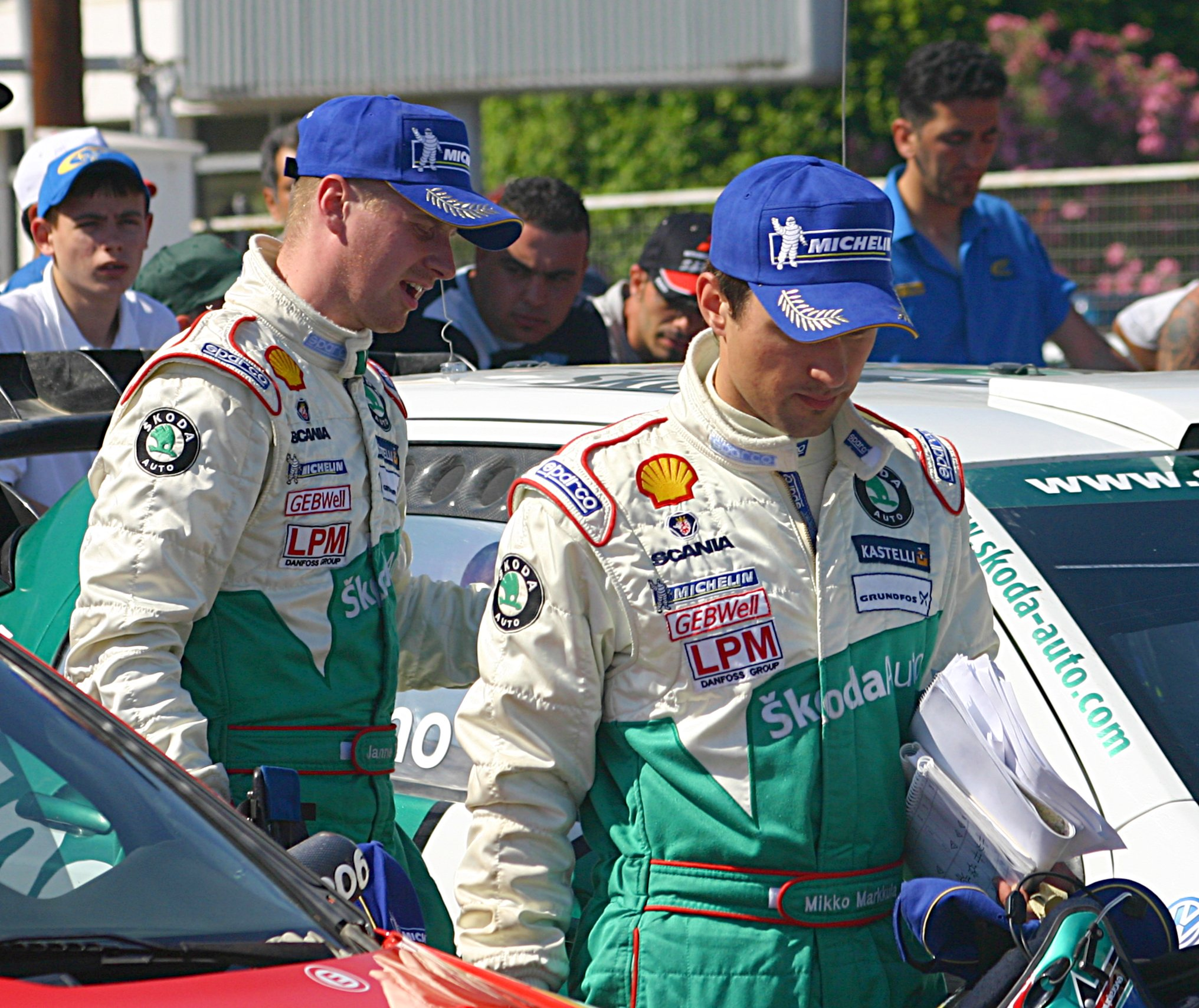
Janne Tuohino y Mikko Markkula.
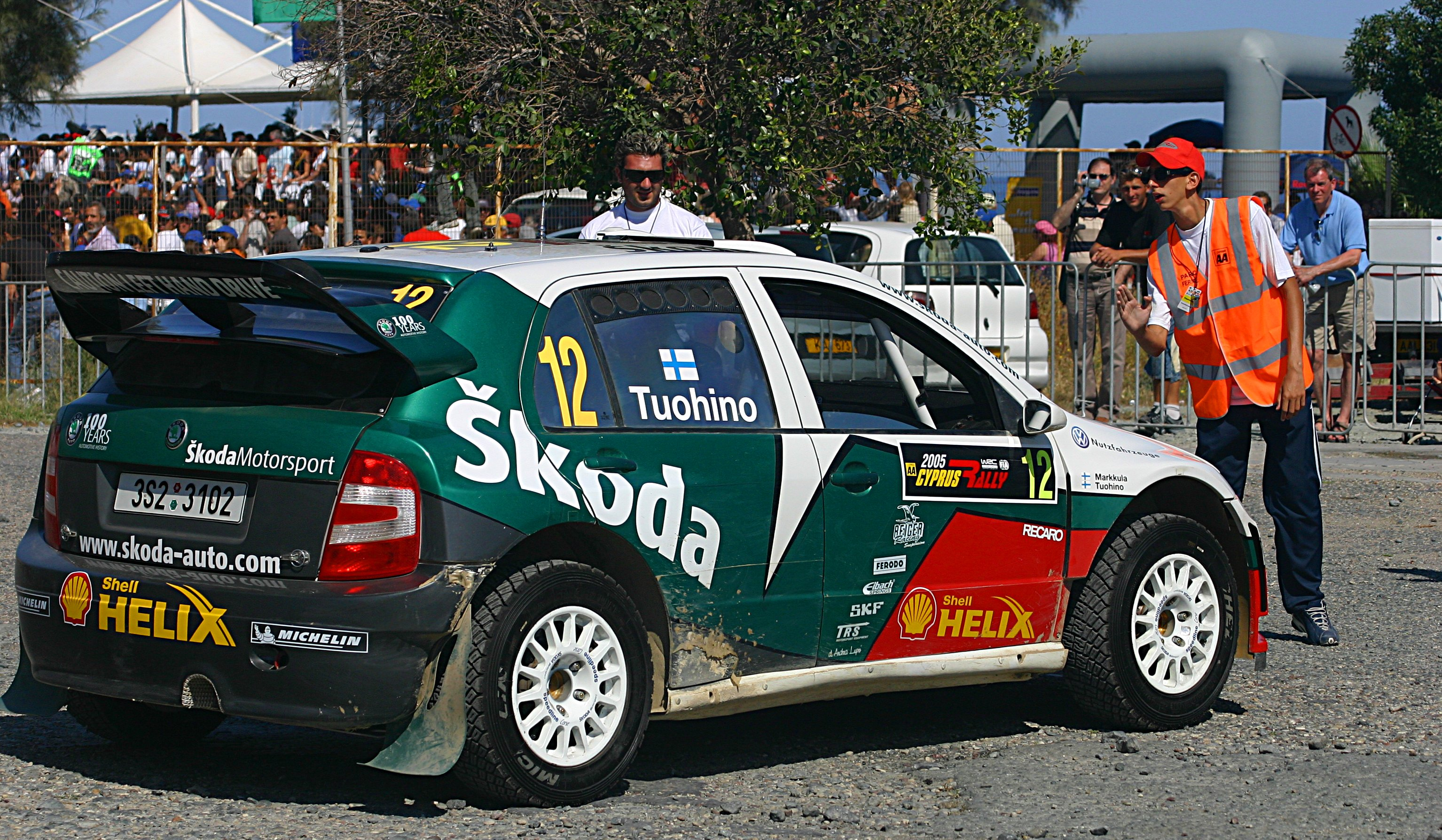
Škoda Fabia WRC en 2005.